# Interpol
Die Internationale kriminalpolizeiliche Organisation – Interpol, kurz IKPO, auch ICPO-Interpol bzw. Interpol (von englisch International Criminal Police Organization), ist ein Verein zur Stärkung der Zusammenarbeit nationaler Polizeibehörden. Sie wurde 1923 als Internationale kriminalpolizeiliche Kommission (IKPK) in Wien gegründet und hat heute ihren Sitz in Lyon. Stand 2023 hat Interpol 196 Mitgliedstaaten.
Die Verarbeitung von Daten bei Interpol wird von einer gemäß Art. 36 der Interpol-Statuten unabhängigen Kommission überwacht. Sie besteht aus fünf Personen, die sich dreimal pro Jahr treffen. Sie prüft Beschwerden, Anträge auf Einsicht in Akten und Datenbanken und spricht Empfehlungen aus, ob eine Fahndung aufrechterhalten werden soll.

## Organisation

### Ziele, Funktionen und Finanzierung
Die größte Polizeiorganisation der Welt ist juristisch ein Verein, eingetragen nach französischem Privatrecht – kein völkerrechtlicher Vertrag liegt ihr zugrunde, kein Parlament hat die Tätigkeit von Interpol je ratifiziert. Es besteht keine externe Kontrolle über Interpol. Die Aufgabe von Interpol ist die umfassende Unterstützung aller kriminalpolizeilichen Behörden und anderer Einrichtungen, die zur Verhütung oder Bekämpfung von Verbrechen beitragen können, unter der Berücksichtigung nationaler Gesetze und der Menschenrechte.
Die Hauptfunktionen der Organisation sind die Gewährleistung eines globalen Kommunikationssystems, die Bereitstellung von Datenbanken für die Informationsverarbeitung, die Benachrichtigung der Mitgliedstaaten über gesuchte Personen, die Koordinierung gegenseitiger Unterstützungsmaßnahmen durch Entsendung von technischen Spezialisten und Zurverfügungstellung von Ausrüstung (technische Hilfe) und die Förderung der internationalen Zusammenarbeit in den Bereichen Forschung, Aus- und Fortbildung, Ausrüstung, Einsatz von Personal und Hilfsmitteln.
Interpol wurde bis 2011 fast ausschließlich durch jährliche Zahlungen der Mitgliedstaaten finanziert, das Budget für 2008 betrug 47,6 Millionen Euro. Unter Ronald Noble – Interpol-Generalsekretär von 2000 bis 2014 – wurde das Finanzierungsmodell ab 2011 geändert. Millionen-Beiträge hat Interpol u. a. von der FIFA, Philip Morris und der Pharmaindustrie erhalten. Mit dem Organisationskomitee der Fußball-Weltmeisterschaft 2022 in Katar wurde ein Abkommen über 10 Millionen US-Dollar abgeschlossen.

### Organe

#### Generalversammlung
Die Generalversammlung (General Assembly) ist das höchste Organ von Interpol. Jeder Mitgliedstaat verfügt über eine Stimme, bei Abstimmungen reicht eine einfache Mehrheit, bei Änderungen der Statuten ist eine Zwei-Drittel-Mehrheit nötig. Die Generalversammlung tritt mindestens einmal im Jahr zusammen, eine außerordentliche Einberufung ist möglich. Dabei werden alle wichtigen Entscheidungen über die generelle Verfahrensweise, Ressourcen, Methoden, Finanzen und Programme getroffen. Die Zusammensetzung des Exekutivkomitees (Executive Committee) wird ebenso in der Generalversammlung bestimmt. Das Exekutivkomitee besteht aus einem Präsidenten, drei Vizepräsidenten und neun Delegierten der Generalversammlung. Die Hauptaufgabe des Exekutivkomitees ist die Überwachung der Durchführung von Entscheidungen der Generalversammlung und der Administration des Generalsekretärs. Andere Aufgaben sind die Vorbereitung von Sitzungen der Generalversammlung, die Unterbreitung von Programmen an diese und die Bearbeitung von zugewiesenen Zuständigkeiten.
| Nr. | Datum                             | Ort               | Quelle / Bemerkung          |
| --- | --------------------------------- | ----------------- | --------------------------- |
| 88  | 15. bis 18. Oktober 2019          | Santiago de Chile |                             |
| 87  | 18. bis 21. November 2018         | Dubai             |                             |
| 86  | 26. bis 29. September 2017        | Peking            |                             |
| 85  | 7. bis 10. November 2016          | Bali              | [ 12 ]                      |
| 84  | 2. bis 5. November 2015           | Kigali            |                             |
| 83  | 3. bis 7. November 2014           | Monaco            | [ 13 ]                      |
| 82  | 21. bis 24. Oktober 2013          | Cartagena         | [ 14 ]                      |
| 81  | 5. bis 8. November 2012           | Rom               | [ 15 ]                      |
| 80  | 31. Oktober bis 3. November 2011  | Hanoi             |                             |
| 79  | 8. bis 11. November 2010          | Doha              |                             |
| 78  | 11. bis 15. Oktober 2009          | Singapur          | [ 16 ]                      |
| 77  | 7. bis 10. Oktober 2008           | Sankt Petersburg  |                             |
| 76  | 5. bis 8. November 2007           | Marrakesch        |                             |
| 75  | 19. bis 22. September 2006        | Rio de Janeiro    |                             |
| 74  | 19. bis 22. September 2005        | Berlin            | Gastgeber Bundeskriminalamt |
| 73  | 5. bis 8. Oktober 2004            | Cancún            |                             |
| 72  | 29. September bis 2. Oktober 2003 | Benidorm          |                             |
| 71  | 21. bis 24. Oktober 2002          | Yaoundé           |                             |
| 70  | 24. bis 28. September 2001        | Budapest          |                             |
| 69  | 30. Oktober bis 4. November 2000  | Rhodos            |                             |
| 68  | 8. bis 12. November 1999          | Seoul             |                             |
| 67  | 22. bis 27. Oktober 1998          | Kairo             |                             |
| 66  | 15. bis 21. Oktober 1997          | Neu-Delhi         |                             |
| 65  | 23. bis 29. Oktober 1996          | Antalya           |                             |

#### Generalsekretariat
Das Generalsekretariat hat seinen Sitz in Lyon und ist für die praktische Arbeit das wichtigste Organ. Es wird vom Generalsekretär geleitet, der das von ihm ausgewählte Fach- und Verwaltungspersonal einsetzt. Im Generalsekretariat werden die tägliche Administration der internationalen Polizeikooperation und die Beschlüsse durchgeführt. Dabei fungiert das Generalsekretariat als zentrale Koordinationsstelle zwischen den nationalen Zentralbüros.

#### Nationales Zentralbüro
Jeder Mitgliedstaat hat ein Nationales Zentralbüro/Landeszentralbüro (National Central Bureau/LZB) zu ernennen. Dieses dient der Koordination zwischen der Interpol und den einzelnen Staaten. Zu diesem Zweck muss das Büro Verbindungen zu den Behörden des Landes, zu anderen nationalen Büros und zum Generalsekretariat bereitstellen. In manchen Staaten wird die Funktion des Nationalen Zentralbüros/Landeszentralbüros von der inländischen Zentralstelle für kriminalpolizeiliche Ermittlungen wahrgenommen. In anderen Ländern wurde hingegen eine eigene Dienststelle nur für den Interpol-Aufgabenbereich eingerichtet, beispielsweise in den USA. In Deutschland und Österreich agiert das jeweilige Bundeskriminalamt (BKA und BK) zugleich als Nationales Zentralbüro/Landeszentralbüro.
Bei den Beratern (Advisers) handelt es sich meist um international anerkannte Experten.

## Notices und Diffusions
Hinsichtlich der Suchaufträge wird zwischen Notices (Ausschreibungen zur Fahndung) und Diffusions („Durchgaben“) unterschieden. Ausschreibungen werden von den Mitgliedstaaten oder den akkreditierten internationalen Organisationen zentral an Interpol geleitet und von dort an die übrigen Mitglieder verteilt. Im Gegensatz dazu werden Durchgaben vom veranlassenden Land direkt an gewünschte Länder zugestellt und von Interpol zusätzlich in den Datenbanken erfasst. Beide Suchauftragsarten sind in sieben Kategorien aufgeteilt und werden gemäß der farblichen Kategorisierung auch „Buntecken“ – also für die einzelnen Typen etwa „Rotecke“ oder „Gelbecke“ – genannt.
| Notice-Kategorie                                        | deutsche Bezeichnung                                | Details |
| ------------------------------------------------------- | --------------------------------------------------- | --- |
| Red Notice                                              | Rote Ausschreibung                                  | Ersuchen um Festnahme oder vorläufige Festnahme mit dem Ziel der Auslieferung.                                                                                          |
| Blue Notice                                             | Blaue Ausschreibung                                 | Sammlung von zusätzlichen Informationen über die Identität oder Aktivitäten einer Person im Bezug auf ein Verbrechen.                                                   |
| Green Notice                                            | Grüne Ausschreibung                                 | Bereitstellung von Warnungen und kriminalistischen Informationen über Personen, die Straftaten begingen und diese wahrscheinlich in anderen Ländern wiederholen werden. |
| Yellow Notice                                           | Gelbe Ausschreibung                                 | Hilfe bei der Ortung vermisster Personen, häufig Jugendlicher, oder Hilfe bei der Identifizierung von Personen, die sich nicht selbst identifizieren können.            |
| Black Notice                                            | Schwarze Ausschreibung                              | Suche nach Informationen bezüglich unidentifizierter Leichen. |
| Orange Notice                                           | Orange Ausschreibung                                | Warnt Polizei und andere internationale Organisationen über potentielle Bedrohungen von versteckten Waffen, Paketbomben oder anderem gefährlichen Material.             |
| Purple Notice                                           | Lila Ausschreibung                                  | Verbreitung von Informationen über Modus Operandi (Vorgehensweise bei der Tat), kriminelle Methoden, Gegenstände, Apparate und Verstecke.                               |
| Interpol-United Nations Security Council Special Notice | Interpol-Sonderausschreibung der Vereinten Nationen | Ausgegeben für Gruppen und Einzelpersonen, die Ziel der UN-Sanktionen gegen al-Qaida oder die Taliban sind.                                                             |

## Geschichte

### Die Vorgeschichte der Kommission (19. Jahrhundert bis 1914)
Im 19. Jahrhundert kam es durch die sukzessive Expansion des modernen Staates in außerstaatliche Bereiche der Gesellschaft zu ständigen Krisen. Diese wurden durch sozialistische Parteien und Bewegungen weiter verstärkt. Durch zahllose Attentate auf die Herrschafts- und Oberschicht in beinahe allen europäischen Ländern verbreitete sich der Eindruck einer anarchistischen Weltverschwörung und es kam in der Konferenz von Rom 1898 zur ersten größeren Verabredung internationaler polizeilicher Zusammenarbeit. Bei vielen Staatsmännern kam es zur Gleichsetzung von Sozialismus und Anarchismus. Diese Umstände bildeten eine Voraussetzung für die internationale polizeiliche Kooperation.
Bei der Geschichtsschreibung der Kriminalpolizeien ist der Kampf gegen das gemeine Verbrechen die dominierende Ursache. Insbesondere schnellere Transportmittel sollten es Kriminellen ermöglicht haben, sich der Jurisdiktion zu entziehen. Die technische Entwicklung im Bereich der Kommunikation und des Transportwesens war jedoch die Voraussetzung für eine adäquate polizeiliche Kooperation. Der Wissenschaftler John Tobias führt an, dass der schnellere Transport und die bessere Kommunikation der Verbrechensbekämpfung zugutekam. Auch wenn sich seine Studie auf England beschränkt, ist davon auszugehen, dass dies überall der Fall war. Im April 1914 wurde der Erste Internationale Polizeikongress in Monaco abgehalten, der als der Vorläufer-Kongress der Internationalen Kriminalpolizeilichen Kommission (IKPK) gilt. Die Intentionen sowie genauere Informationen sind unbekannt.

### Von der ersten Gründung bis zum ersten Ende (1919–1945)
Ende 1919 versuchte der Kapitän der niederländischen Marechaussee, van Houten, erfolglos mit einem Brief an die bedeutendsten Polizeibehörden, eine Konferenz für internationale Verbrechensbekämpfung einzuberufen. Vier Jahre später gelang es dem Wiener Polizeipräsidenten Johann Schober, einen Internationalen Polizeikongress in Wien abzuhalten. Als Grund wird der Anstieg der Kriminalität nach dem Weltkrieg angeführt.
Zudem hatte Schober für diese Aufgabe ideale Qualifikationen, wie zum Beispiel außenpolitische Erfahrung und diplomatische Schulung. Seine Informationspolitik als Wiener Polizeipräsident war äußerst offensiv, 1920 errichtete er einen eigenen polizeilichen Nachrichtendienst mit politischen Zielsetzungen. „In einer Instruktion wies er darauf hin, daß es keineswegs nur um potentielle Unruhestifter gehe, sondern ausnahmslos um alle politisch tätigen Personen und Gruppen.“ Erwähnenswert ist die Tatsache, dass der Nachrichtendienst über keine Mittel für einen Auslandsnachrichtendienst verfügte. Dennoch gelang es, eine Art antikommunistische Interpol zu etablieren. Ob sich die Intentionen Schobers (und anderer Teilnehmer) bei der Konferenz auf den „Kampf gegen das gemeine Verbrechen“ beschränkten, ist deshalb zweifelhaft.
In Wien wurde am 7. September 1923 die Internationale Kriminalpolizeiliche Kommission (IKPK) gegründet. Vorher fand am 3. September die erste Sitzung in der Wiener Polizeidirektion statt. Das Protokoll über die zukünftige Kooperation unterschrieben Vertreter aus 16 europäischen Staaten, den Vereinigten Staaten sowie Japan. Dazu gehörten auch Preußen und Sachsen. Der Beschluss zur Gründung der IKPK wurde am 7. September 1923 gefasst. Es stellt sich die Frage, für welche Zwecke die IKPK eingesetzt wurde. Wien wurde laut dem Politikwissenschaftler Heiner Busch aufgrund der Persönlichkeit Schobers als Zentrale der IKPK gewählt, ein weiterer Aspekt dürfte die Erfahrung und das Archiv der ehemaligen k. u. k. Dienststellen gewesen sein.
Die hauptsächliche Tätigkeit der IKPK war die Nachrichtenverarbeitung und -übermittlung eingegangener Meldungen, weshalb das Polizeifunkwesen gefördert wurde. Ebenso wurden Zentralstellen zur Fälschungsbekämpfung und Personenerkennung eingerichtet.
Auch nach der Machtübernahme Dollfuß’ und der Errichtung des österreichischen Ständestaates blieb die Organisation bestehen. Mit der deutschen Okkupation und der erzwungenen Eingliederung Österreichs in das Dritte Reich wurde der bisherige Interpol-Präsident Michael Skubl abgesetzt und sofort unter Hausarrest gestellt. Den seit 1932 amtierenden Generalsekretär Oskar Dressler (1878–1959) jedoch gelang es nicht aus dem Amt zu drängen. Durch seine Berufung auf die Statuten, sein Wahlamt und die damit erforderlichen Zustimmungspflichten der einzelnen Mitgliedsländer konnte er vorerst Schlimmeres verhindern. Als Nachfolger des kaltgestellten Präsidenten wurde der österreichische Nationalsozialist und noch am 12. März 1938 in die SS als SS-Standartenführer aufgenommenen Otto Steinhäusl (1879–1940) mit dem Amt betraut. Bereits einen Tag vor Machtübernahme Deutschlands in Österreich war er mit politischem Druck zum kommissarischen Polizeipräsidenten gemacht worden. Bereits schwer erkrankt, wurde er auch erst am 18. Januar 1940 offizielle in dieses Amt berufen. Sechs Monate später verstarb er. Nach seinem Tod wurde der Sitz der IKPK zwangsweise von Wien nach Berlin und ein Jahr später nach Berlin-Wannsee verlegt.  Mit dieser Übersiedlung wurde auch das gesamte Archiv der internationalen Organisation nach Berlin geholt und befand sich damit im Zugriff des Sicherheitsdienstes der NSDAP. Mit der Präsidentschaft des Chefs der Sicherheitspolizei und des Sicherheitsdienstes Reinhard Heydrich im August 1940 wurde die IKPK dem Reichssicherheitshauptamt in Berlin unterstellt. Sie gehörte in der Struktur des RSHA zum Amt V. In einem der zwei von der IKPK genutzten Häusern fand die Wannseekonferenz betreffend die „Endlösung der Judenfrage“ statt. In Berlin wurde die IKPK durch den SS-Obergruppenführer Reinhard Heydrich präsidiert, nach dessen Tod durch ein Attentat des tschechoslowakischen Widerstands in Prag zunächst durch den Chef des Reichskriminalpolizeiamtes Arthur Nebe, dann ab 1943 durch Heydrichs Nachfolger als Chef des RSHA SS-Obergruppenführer Ernst Kaltenbrunner, der nach dem Krieg in Nürnberg hingerichtet wurde. Die Akten der IKPK, die nach Berlin überführt wurden, etwa die so genannte internationale Zigeunerregistratur, aber auch die Akten betreffend Falschmünzerei und Passfälschung waren für die Nationalsozialisten hilfreich bei der Verfolgung bestimmter Personengruppen sowie bei ihrer massenweisen Herstellung von Falschgeld und von falschen Pässen im KZ Sachsenhausen bei Berlin. Mit Kontrollratsgesetz Nr. 31 vom 1. Juli 1946 wurden die „deutschen Polizeibüros und -agenturen politischen Charakters“ aufgelöst.

### Von der neuen IKPK bis zur IKPO (1946–1956)
Die Internationale Kriminalpolizeiliche Kommission (IKPK) wurde 1945 aufgelöst und ein Jahr später auf Initiative des Generalinspekteurs der belgischen Polizei, Florent Louwage, neu gegründet. Dabei wurden neue Statuten festgeschrieben. Die genauen Gründe und Umstände für die Neugründung sind unbekannt bzw. finden keine Erwähnung. Anderson führt an, dass aufgrund des Schwarzmarktes und der Vertriebenen eine internationale Polizeikooperation dringend nötig war. Doch stellt sich die Frage, welche Hilfe die IKPK hierbei leisten sollte. Die Intention der Neugründung muss im Kontext des Ost-West-Konflikts gesehen werden, wobei die IKPK ein möglichst unpolitisches Profil wahren wollte. Ebenso sollte die vorherige Auflösung vermutlich die Distanzierung zur IKPK der Zwischen- und Kriegszeit hervorheben.
Als neuer Sitz wurde Paris gewählt; dies führte zur Dominanz der französischen Polizei über mehrere Jahrzehnte. In die Statuten wurden die Menschenrechte einbezogen und an das Völkerrecht angepasst, außerdem wurde eine ausschließliche Zusammenarbeit im Bereich der gewöhnlichen Kriminalität festgelegt. Ebenso fand eine erfolgreiche Annäherung an die UN statt, 1949 erhielt die IKPK den konsultativen Status der UN als Nichtregierungsorganisation. Die Mitgliederzahl konnte schnell erweitert werden, dennoch blieb die IKPK europäisch dominiert.
1950 zeigte sich die geringe Wirkung der Entpolitisierung vor dem Hintergrund des Ost-West-Konfliktes. Die Entführung von drei Verkehrsflugzeugen veranlasste die ČSSR, die Kooperation der Interpol anzufordern. Für das Generalsekretariat handelte es sich dabei um eine kriminelle Tat. Der Vizepräsident der IKPK und Direktor des FBI, J. Edgar Hoover, betrachtete die Entführer jedoch als politische Flüchtlinge, deshalb wäre eine Kooperation gemäß den Interpol-Statuten in diesem Fall nicht zulässig. Es folgte der offizielle Austritt der USA und beinahe aller Ostblockstaaten, wobei die USA ab 1952 wieder in der IKPK durch das Finanzministerium vertreten wurden.

### Internationalisierung und rechtlicher Status (1956–1984)
1956 kam es zur Neugründung, es wurde ein neuer Name gewählt und die Telegramm-Kurzanschrift Interpol wurde in den Namen aufgenommen. Die Interpol wurde durch eine Reihe von Verträgen und Abkommen internationaler und erhielt den Status einer juristischen Person. Dies wurde insbesondere durch den Erhalt des Status einer zwischenstaatlichen Organisation durch die UN 1971 und durch das Sitzabkommen (Headquarters Agreement) mit Frankreich im Jahr darauf erreicht. Dieses wurde zehn Jahre später überarbeitet und verlangte eine unabhängige datenschutzrechtliche Stelle zur Kontrolle. In den 1970er Jahren wurde die Interpol stark kritisiert, die Kritikpunkte waren die fehlende Beteiligung bei der Terrorismusbekämpfung und die schwerfällige Kommunikation.
Der Interpol-Präsident von 1968 bis 1972, Paul Dickopf, war unter den Nationalsozialisten als SS-Mann vereidigt worden und hatte nach dem Krieg zusammen mit anderen ehemaligen SS-Polizeimännern das Bundeskriminalamt in Wiesbaden aufgebaut.

### Terrorismus und Informationstechnologie (1984–2002)
Die Mängel, die in den 1970er Jahren bestanden, wurden in den 1980er Jahren weitgehend beseitigt. 1984 kam es zu einer Änderung in Bezug auf politisch motivierte Straftaten, insbesondere im Bereich des Terrorismus. Die Generalversammlung erließ eine Resolution. Diese sieht vor, dass die politische Bewertung von Straftaten im nationalstaatlichen Ermessen liegt.
Anlässlich des bevorstehenden Umzugs nach Lyon 1989 kam es zur Reorganisation des Generalsekretariats.
Es folgte der Ausbau der Informationsinfrastruktur, 1990 wurde ein Kommunikationssystem für den Datenaustausch mit den nationalen Zentralbüros eingerichtet. Die Systeme wurden in den folgenden Jahren verbessert und erweitert. Seit 2002 sind beinahe alle nationalen Zentralbüros mit dem Interpol-Hauptquartier durch das Interpol Global Communication System 24/7 (I-24/7) verbunden. 1997 wurde ein Kooperationsvertrag mit der UN geschlossen, dieser gewährt der Interpol einen Beobachter-Status in der UN.

### Seit 2002
Auf der im November 2021 in Istanbul abgehaltenen 89. Delegiertenversammlung wurde der Generalmajor Ahmed Nasser al-Raisi, Generalinspekteur im Innenministerium der Vereinigten Arabischen Emirate, zum nächsten Interpol-Präsidenten gewählt. Seine Wahl traf teilweise auf Protest. Zahlreiche Menschenrechtsorganisationen, darunter Human Rights Watch, werfen ihm vor, als „Teil des Sicherheitsapparates“ der Vereinigten Arabischen Emirate „systematisch gegen die friedliche Opposition“ vorzugehen. Die Organisation Gulf Center for Human Rights beschuldigt ihn, in Folter eines bekannten Regierungskritikers involviert zu sein. Die Emirate hatten schon 2015 mit Spenden an Interpol im großen Stil begonnen und die Frage aufgeworfen, ob sich das Land damit Einfluss erkaufen wolle, sie sind nach den USA der zweitgrößte Beitragszahler. Abgeordnete des Europaparlaments schrieben in einem Brief an die EU-Kommissionspräsidentin, dass Interpol durch die Wahl an Reputation verlieren werde. 25 französische Parlamentarier baten Staatspräsident Emmanuel Macron, gegen die Wahl zu intervenieren. In der Türkei haben Anwälte im Namen des Golfzentrums für Menschenrechte Anzeige erstattet. In mindestens fünf Ländern wurden gegen ihn im Zusammenhang mit Foltervorwürfen Klagen eingereicht.
Al-Raisis Amtszeit begann im März 2022, er übernahm die Nachfolge des Südkoreaners Kim Jong Yang, der seit 2018 Präsident von Interpol war. Einzige Gegenkandidatin war die Interpol-Vizepräsidentin für Europa Šárka Havránková aus Tschechien. Al-Raisi wurde nach drei Wahlrunden und mit 68,9 % Zustimmung gewählt. Die Delegierten stimmten außerdem für die Aufnahme der Föderierten Staaten von Mikronesien als 195. Mitglied.

## Bedeutung und Wirkung
Im Zeitalter der internationalen Vernetzung gewinnt das Interpol-Generalsekretariat als Sammelstelle internationaler Datenbestände zunehmend an Bedeutung. Unter der Bezeichnung ASF (Automated Search Facility) gibt es Datenbanken für gestohlene Fahrzeuge und Ausweise. Eine weitere Datenbank für DNA-Profile, die von Tatortspuren oder Mundhöhlenabstrichen Verdächtiger stammen, ist zurzeit im Aufbau. Nach der Flutkatastrophe in Südasien am 26. Dezember 2004 half Interpol insbesondere in Thailand bei der Identifizierung von Opfern aus aller Welt.
Im Gegensatz zu vielen Darstellungen in Kriminalromanen gibt es keine eigenen Interpol-Agenten, die Verbrecher in fremde Länder verfolgen und selbsttätig ermitteln. Interpol verfügt über keine eigenen Fahnder, sondern koordiniert nur die Zusammenarbeit nationaler Ermittler. Es gilt der Grundsatz der nationalen Souveränität. Polizeiliche Exekutivmaßnahmen wie Anhaltungen, Festnahmen, das Tragen von Dienstwaffen oder die Einsichtnahme in das Strafregister dürfen nur von Sicherheitsbeamten des jeweiligen Staates ergriffen werden. Selbst wenn ausländische Polizeibeamte nur anreisen, um im Zuge einer Auslieferung einen Häftling am Flughafen zu übernehmen, müssen sie um Genehmigung ersuchen, wenn sie Waffen mitführen wollen. Das Gleiche gilt für die Durchlieferung von Häftlingen, die nicht direkt von einem fremden Land in ein anderes befördert werden können. Überlegungen wie sie derzeit bei Europol angestellt werden, ob man Polizeibeamte mit Exekutivbefugnissen auch im Ausland ausstatten sollte (Stichwort EuroCOP), sind bei Interpol kein Thema.
Ein weiteres Missverständnis ist die Annahme, das Ersuchen eines Interpol-Mitgliedstaates um Personenfahndung zur Festnahme sei einem internationalen Haftbefehl gleichzusetzen. Der Umgang mit Notices und Diffusions bleibt jedoch jedem Land überlassen – also die gesuchte Person im Inland zur Festnahme auszuschreiben oder die Interpol-Ausschreibung lediglich als Erkenntnismitteilung anzusehen. Letzteres ist oft der Fall, wenn mit dem ersuchenden Land kein bilaterales Auslieferungsabkommen besteht.
Es ist schwierig, über die Bedeutung und Wirkung der Interpol eine Aussage zu treffen. Das Problem ist die äußerst fragliche Tätigkeit der IKPK und die lange Zeit begrenzte Tätigkeit der IKPO bei politisch motivierten Straftaten. Die Bedeutung und Wirkung der Interpol ist die Pionierarbeit im Bereich der internationalen polizeilichen Kooperation, besonders im technischen und rechtlichen Bereich. Für die Terrorismusbekämpfung konnte die Interpol aufgrund der späten Änderung der Organisationspolitik kaum Beiträge leisten, in diesem Bereich etablierten sich eigene Organisationen.
Die Interpol-Statuten verbieten eigentlich Hilfestellungen bei politisch motivierten Delikten und militärischen bzw. religiösen Angelegenheiten – eine Voraussetzung für die reibungslose Zusammenarbeit von Staaten mit unterschiedlichen politischen Systemen und Religionen. Dieser Grundsatz kam u. a. zur Anwendung, als Italien um Mitfahndung nach den Südtirol-Aktivisten der 1960er-Jahre ersuchte. Dies änderte sich insbesondere seit einer Resolution 1984 (siehe Geschichte).

## Kritik
Im Februar 2012 kam Interpol in die Kritik, da es entgegen seinen Statuten angeblich an der Auslieferung des religionskritischen Journalisten Hamsa Kaschgari an Saudi-Arabien beteiligt gewesen sei. Interpol bestreitet, gegen Kaschgari eine Ausschreibung zur Fahndung ausgestellt zu haben.
Im Sommer 2013 geriet Interpol wegen der Annahme von millionenschweren Kooperationsverträgen mit der Industrie in Kritik. Bei den zwischen 2011 und 2013 abgeschlossenen Verträgen mit der FIFA, dem Tabakkonzern Philip Morris und 29 Pharmaunternehmen wie Sanofi, die 26 Prozent des Etats von Interpol in Höhe von 78 Millionen Euro erbringen, wurden vor allem die mangelnde Transparenz sowie die Missachtung von möglichen Interessenkonflikten bei der Verfolgung von Straftätern kritisiert.